# Eriopterodes laetipleura
Eriopterodes laetipleura är en tvåvingeart som först beskrevs av Alexander 1938.  Eriopterodes laetipleura ingår i släktet Eriopterodes och familjen småharkrankar. Inga underarter finns listade i Catalogue of Life.